# Leptodoras linnelli
Leptodoras linnelli är en fiskart som beskrevs av Eigenmann 1912. Leptodoras linnelli ingår i släktet Leptodoras och familjen Doradidae. Inga underarter finns listade i Catalogue of Life.